# إيرني روث
إيرني روث (بالإنجليزية: Ernie Roth)‏ هو مدير أمريكي، ولد في 7 يونيو 1929 في نيويورك في الولايات المتحدة، وتوفي في 12 أكتوبر 1983 في فورت لودرديل في الولايات المتحدة.

## وصلات خارجية
- إيرني روث على موقع دبليو دبليو إي (الإنجليزية)
- إيرني روث على موقع CageMatch worker (الإنجليزية)
- إيرني روث على موقع عالم المصارعة على الإنترنت (الإنجليزية)
- إيرني روث على موقع عالم المصارعة على الإنترنت (الإنجليزية)

- إيرني روث على موقع IMDb (الإنجليزية)